# The Jazz Singer (1952)
The Jazz Singer (bra: O Cantor de Jazz) é um filme musical estadunidense de 1952, do gênero drama romântico, dirigido por Michael Curtiz, e estrelado por Danny Thomas e Peggy Lee. O roteiro de Frank Davis, Leonard Stern e Lewis Meltzer foi baseado na peça teatral homônima de 1925, de Samson Raphaelson, que teve o enredo adaptado do conto "The Day of Atonement" (1922), também de Raphaelson.
"The Jazz Singer" é uma refilmagem do filme homônimo de 1927. Mesmo sem uma grande importância histórica – que iniciou a era do cinema sonoro – é considerado igualmente sentimental.

## Sinopse
Ao voltar da Guerra da Coreia, Jerry Golding (Danny Thomas) decide que seu lugar é no show business, e não na sinagoga de seu pai, David Golding (Eduard Franz). Ele entra no mundo dos espetáculos com o apoio de sua namorada, Judy Lane (Peggy Lee), porém, magoa seu pai, que esperava que Jerry seguisse os passos das seis gerações consecutivas de cantores na família. Jerry consegue encontrar uma reconciliação quando retorna para recitar "Kol Nidrei", sob as bênçãos de seu pai enfermo. Depois de algum tempo, David se recupera e Jerry continua com sua carreira de sucesso na Broadway, com Judy sempre ao seu lado.

## Elenco
- Danny Thomas como Jerry Golding
- Peggy Lee como Judy Lane
- Eduard Franz como David Golding
- Mildred Dunnock como Sra. Ruth Golding
- Alex Gerry como Tio Louis
- Allyn Joslyn como George Miller
- Tom Tully como Dan McGurney
- Harold Gordon como Rabino Roth
- Hal Ross como Joseph
- Justin Smith como Phil Stevens
- Anita Stevens como Yvonne

## Produção
Eduard Franz, que desempenhou o papel de um cantor idoso e doente que possui problemas com o filho, reprisou seu papel em uma versão televisiva da história, dessa vez estrelada por Jerry Lewis, e que foi ao ar sete anos depois, em 1959.

## Prêmios e indicações
| Ano  | Cerimônia | Categoria            | Indicado                   | Resultado |
| ---- | --------- | -------------------- | -------------------------- | --------- |
| 1953 | Oscar     | Melhor trilha sonora | Max Steiner & Ray Heindorf | Indicado  |